# Ратає (Пільський повіт)
Ратає (пол. Rataje, нім. Rattay) — село в Польщі, у гміні Лобжениця Пільського повіту Великопольського воєводства.
Населення — 372 особи (2011).
У 1975-1998 роках село належало до Пільського воєводства.

## Демографія
Демографічна структура станом на 31 березня 2011 року:
|          | Загалом | Допрацездатний вік | Працездатний вік | Постпрацездатний вік |
| -------- | ------- | ------------------ | ---------------- | -------------------- |
| Чоловіки | 200     | 38                 | 143              | 19                   |
| Жінки    | 172     | 28                 | 112              | 32                   |
| Разом    | 372     | 66                 | 255              | 51                   |